# Doopsgezinde kerk (Heerlen)
De Doopsgezinde kerk is een kerkgebouw in de buurt Op de Nobel in de gemeente Heerlen in de Nederlandse provincie Limburg. De kerk staat aan de Laan van Hövell tot Westerflier.

## Geschiedenis
In de jaren 1920 werd de kerk gebouwd in expressionistische stijl.
Sinds 2009 is het kerkgebouw niet meer als kerk in gebruik.

## Opbouw
Het bakstenen kerkgebouw bestaat uit een driebeukig schip onder een zadeldak, met boven het portaal een verhoogd dak. Vanaf de straat is alleen de frontgevel zichtbaar die opgenomen is in een rij huizen.